# Rhombencephalosynapsis
Als Rhombencephalosynapsis bezeichnet man eine seltene Malformation der hinteren Schädelgrube. Es besteht eine Fehlbildung des Kleinhirns, welche durch eine Verschmelzung der beiden Kleinhirnhemisphären gekennzeichnet ist, vergesellschaftet mit einer Agenesie oder Hypogenesie des Kleinhirnwurms, sowie einer Fusion des Nucleus dentatus und des Pedunculus cerebellaris superior. Damit assoziiert, können unterschiedliche supratentorielle Pathologien wie Aquäduktstenose vorliegen. Erstmals wurde dieses Syndrom von Obersteiner an einem 28-jährigen Patienten beschrieben. Der Name stammt von Gross und Hoff.

## Klinik
Beschrieben wurden Stammataxie, Dysarthrie, Strabismus, choreatisch-athetotische Dyskinesien, Epilepsien. Die Ausprägung dieser Symptome ist stark variierend und hängt von der Art und Ausprägung der supratentoriellen Läsionen ab. Mehrheitlich besteht eine kognitive Retardierung.